# Konrad Weichert
Konrad Weichert (Kauern, 20 de março de 1934 — Rostock, 8 de fevereiro de 2003) foi um velejador alemão, medalhista olímpico. Ele competiu nos Jogos Olímpicos de Verão de 1968 na classe Dragon e conquistou a medalha de bronze, ao lado de Karl-Heinz Thun e Paul Borowski, como representantes da Alemanha Oriental. Quatro anos depois, nos Jogos Olímpicos de Verão de 1972, os três voltaram a disputar a mesma classe e conseguiram a prata.
O treinado vulcanizador e motorista de guindaste praticava seu esporte pelo SC Empor Rostock. Na classe de 5.5 Metre, foi diversas vezes campeão da RDA e já navegou aqui com Borowski e Thun. Em meados da década de 1960, eles mudaram para a classe olímpica de kite, onde conquistaram seu único título de campeonato em 1969. O irmão mais novo de Konrad Weichert, Herbert Weichert, participou das competições olímpicas de vela de 1972, o filho de Konrad, Holger, também era velejador de regata.